# Liste der Kulturdenkmäler in Neunkirchen (Westerwald)
In der Liste der Kulturdenkmäler in Neunkirchen sind alle Kulturdenkmäler der rheinland-pfälzischen Ortsgemeinde Neunkirchen aufgeführt. Grundlage ist die Denkmalliste des Landes Rheinland-Pfalz (Stand: 21. Dezember 2021).

## Einzeldenkmäler
| Bezeichnung              | Lage                | Baujahr  | Beschreibung | Bild                           |
| ------------------------ | ------------------- | -------- | --- | ------------------------------ |
| Wohnhaus                 | Hauptstraße 13 Lage | vor 1914 | villenartiges Wohnhaus einer Hofanlage, wohl kurz vor 1914 | Fotos hochladen                |
| Evangelische Pfarrkirche | Kirchgasse Lage     |          | romanischer Westturm, im Kern wohl gotischer Chor, barockes Schiff, 1740/41; zugehörig das Pfarrhaus (Kirchgasse 11), verschieferter Kubus, wohl aus der ersten Hälfte des 19. Jahrhunderts | weitere Bilder Fotos hochladen |